# All Too Well: The Short Film
All Too Well: The Short Film là phim ngắn chính kịch lãng mạn năm 2021 do ca sĩ kiêm nhạc sĩ người Mỹ Taylor Swift viết kịch bản và đạo diễn, đánh dấu tác phẩm đầu tay trong sự nghiệp sản xuất phim của cô. Phim được chuyển thể từ bài hát được giới phê bình đánh giá cao của chính Swift — "All Too Well" (2012), theo phiên bản chưa cắt dài 10 phút phát hành vào năm 2021. Phim có sự tham gia của Sadie Sink và Dylan O'Brien trong vai một cặp tình nhân có mối quan hệ tình cảm lên xuống thăng trầm, cuối cùng đã tan vỡ, nguyên nhân xuất phát từ khoảng cách tuổi tác của họ. Swift đã trích dẫn các tác phẩm của Barbara Stanwyck, John Cassavetes và Noah Baumbach là những ảnh hưởng nghệ thuật đối với bộ phim này.
Sản xuất bởi Saul Projects và Taylor Swift Productions, All Too Well: The Short Film được phát hành chính thức vào ngày 12 tháng 11 năm 2021 tại một số rạp phim chọn lọc của Universal Pictures, phim cũng được phát hành trên YouTube bởi PolyGram Entertainment và Republic Records, cùng ngày với album tái thu âm thứ hai của Swift Red (Taylor's Version). Sau khi công chiếu lần đầu tại Nhà hát AMC ở Quảng trường Lincoln, Thành phố New York, phim đã có một vài suất chiếu hạn chế tại các thành phố lớn cũng như các buổi chiếu đặc biệt tại Liên hoan phim Toronto năm 2022. Phim nhận về sự hoan nghênh rộng rãi của giới phê bình, đặc biệt khen ngợi hướng đi mới của Swift với tư cách là nhà sản xuất phim, cũng như các giá trị nghệ thuật về diễn xuất, nội dung và quá trình sản xuất của The Short Film.
All Too Well: The Short Film giành được một số giải thưởng và đề cử từ các tổ chức âm nhạc, điện ảnh, bao gồm hai giải Video của năm và Đạo diễn xuất sắc nhất tại Giải Video âm nhạc của MTV 2022, khiến Swift trở thành nghệ sĩ đầu tiên trong lịch sử VMA giành giải Đạo diễn xuất sắc nhất cho tác phẩm tự mình đạo diễn. Phim cũng đã giành được một Giải thưởng Âm nhạc Mỹ, một Giải Grammy, một Giải thưởng Hiệp hội Giám đốc Nghệ thuật cùng nhiều giải thưởng khác.